# Banjar Negoro
Banjar Negoro is een bestuurslaag in het regentschap Tanggamus van de provincie Lampung, Indonesië. Banjar Negoro telt 1653 inwoners (volkstelling 2010).